# 挪威小王國

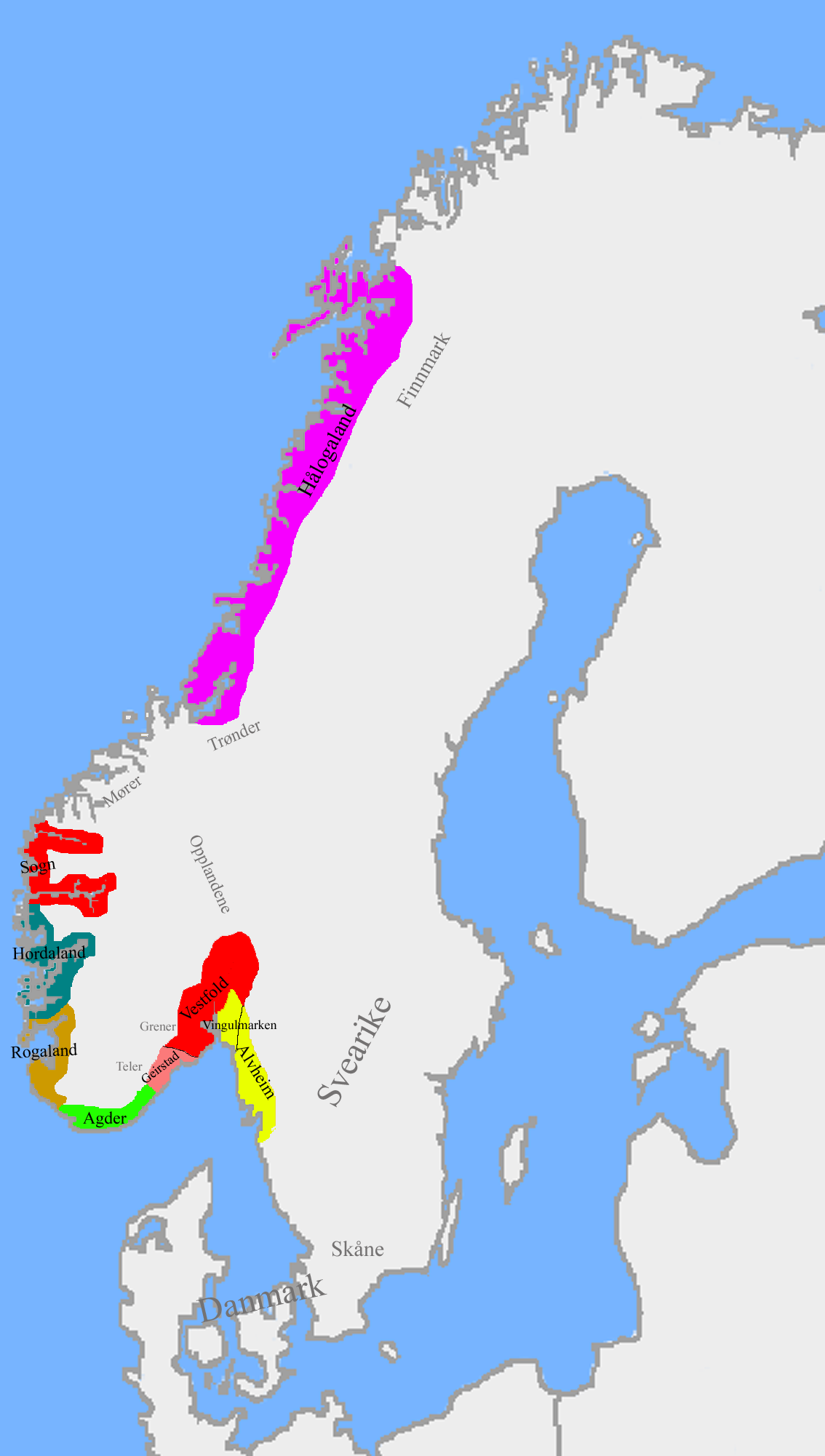
挪威境內的小王国大约有860个

挪威小王国是指872年挪威统一之前以及金发哈拉尔去世后的挪威分裂时期，挪威境內出現的多個小王國。這些小國家較小的只有數個村庄那麼大，較大的國家面積至少有數個郡。在維京時代早期，挪威西部就有9个小王国。  而此時整個挪威範圍內至少有20个小王國。 